# Adele Jellinek
Adele Jellinek (geboren am 2. März 1890 in Wien; gestorben am 3. oder 5. September 1943 im Ghetto Theresienstadt) war eine österreichische Schriftstellerin und Opfer des Nationalsozialismus.

## Leben und Werk
Jellinek wurde im Wiener Arbeiterbezirk Ottakring als Tochter des Lackierers Samuel Jellinek und seiner Frau Anna, geb. Spitz, geboren. Sie hatte vier Geschwister. Als Kind erkrankte Adele an einer rheumatischen Entzündung der Gelenke, nach einer missglückten Operation, bei der ihr Sehnen durchschnitten wurden, war sie auf den Rollstuhl angewiesen.
Die Schriftstellerin publizierte eine Reihe von Erzählungen, Feuilletons und Skizzen in den Zeitungen Neue Erde, Arbeiter-Zeitung, Das Kleine Blatt, Die Unzufriedene, Deutsche Freiheit, Neues Wiener Abendblatt und Neues Wiener Tagblatt, bei denen durchwegs soziale Probleme mitschwangen. Vereinzelt veröffentlichte Jellinek auch Lyrik. 1928 wurden ihr zwei – von den Kinderfreunden gestiftete – Preise für dramatische Jugenddichtungen zugesprochen.
In der Arbeiter-Zeitung, dem Zentralorgan der österreichischen Sozialdemokratie, erschien vom 17. Februar bis 26. April 1929 Jellineks Fortsetzungsroman Das Tor. Auch die Lesung Inge Halberstams aus dem Werk der Autorin beim dritten Autorenabend der Vereinigung sozialistischer Schriftsteller im Juli 1933 hinterließ bleibenden Eindruck.
Nach der Ausrufung des österreichischen Ständestaats wurden nur mehr sporadisch Beiträge von Adele Jellinek in Zeitungen veröffentlicht. Die Schriftstellerin musste nach dem Anschluss Österreichs im März 1938 ihre Wohnung in Ottakring verlassen und fand nach einer Zwischenstation in der Leopoldstadt schließlich Unterkunft in einem Altersheim der Israelitischen Kultusgemeinde Wien im Alsergrund, ihre letzte Unterkunft in Wien. Mit einer Reihe anderen Insassen des Heimes wurde sie am 25. Mai 1943 mit einem Güterzug ins Ghetto Theresienstadt deportiert. Dort überlebte sie nicht lange; sie starb am 3. oder 5. September 1943.
Zwei ihrer Geschwister wurden ebenfalls vom NS-Regime ermordet: die Schwester Rosa (1892–1942), die nach Minsk deportiert wurde, und der Bruder Josef (1894–1942), Redakteur des Kleinen Blattes und des Arbeiter-Sonntags, der im KZ Sachsenhausen umkam.
2022 wurde ein Teil des Gehwegs entlang des Donaukanals in der Leopoldstadt Adele-Jellinek-Promenade benannt.

## Zitate über Adele Jellinek
„Diese Schriftstellerin weiß um so vieles Geheime und Verhaltene in proletarischen Seelen und hat auch die Hemmungen, Enttäuschungen und Empörungen des jungen proletarischen Volkshochschulstudenten 'Stephan Posch' mit zarten, leisen Winken fürsorglich gewiesen und gedeutet. Der Stephan Posch ist ein Typus, der eben statt Helen Kellers dynamischen Bildungsbegriff ('Bildung ist, was übrig bleibt, wenn alles Gelernte vergessen') doch so gern die privilegierende 'summa verum', den Besitz von Wissenstatsachen, dazu noch gefällige 'Benehmität' und Gewandtheit erwerben und außerdem ein sicherständiges Bewußtsein sozialer Einordnung erringen möchte; was alles vom neutralen Volkshochschulwesen eben wirklich nicht zu verlangen ist. Adele Jellineks Studie vom proletarischen Studieren gehörte in ein Volksbildungsbuch und sollte von lerneifrigen jungen Proletariern mit Augen, Hirn und Herz studiert werden. Es steckt nämlich mehr dahinter, als so obenhin abzuhören ist.“

„Adele Jellinek ist nach 1945, sicherlich zu Unrecht, in Vergessenheit geraten. Einzig ihr eindrucksvoll anrührendes Gedicht ‚Brot und Rosen‘, erschienen am 13.2.1927 in der Arbeiter-Zeitung, ist in den 1970er im Zuge der Neuen Frauenbewegung Jahren wiederentdeckt worden. Dieses Gedicht hat sie, angeregt durch einen Textilarbeiterinnen Streik, bei dem Arbeiterinnen eine Standarte mit der Aufschrift ‚Wir wollen Brot – aber auch Rosen‘ getragen haben, geschrieben.“

## Werke
- Das Tor. Roman. In: Arbeiter-Zeitung vom 17. Februar bis 26. April 1929 (Online über das Herbert Exenberger-Archiv der Theodor Kramer Gesellschaft und ANNO – AustriaN Newspapers Online).
- Das Tor. Roman. Herausgegeben von Henriette Herwig, Sabrina Huber, Maike Purwin. Lit-Verlag. 2017.